# Burchard Precht

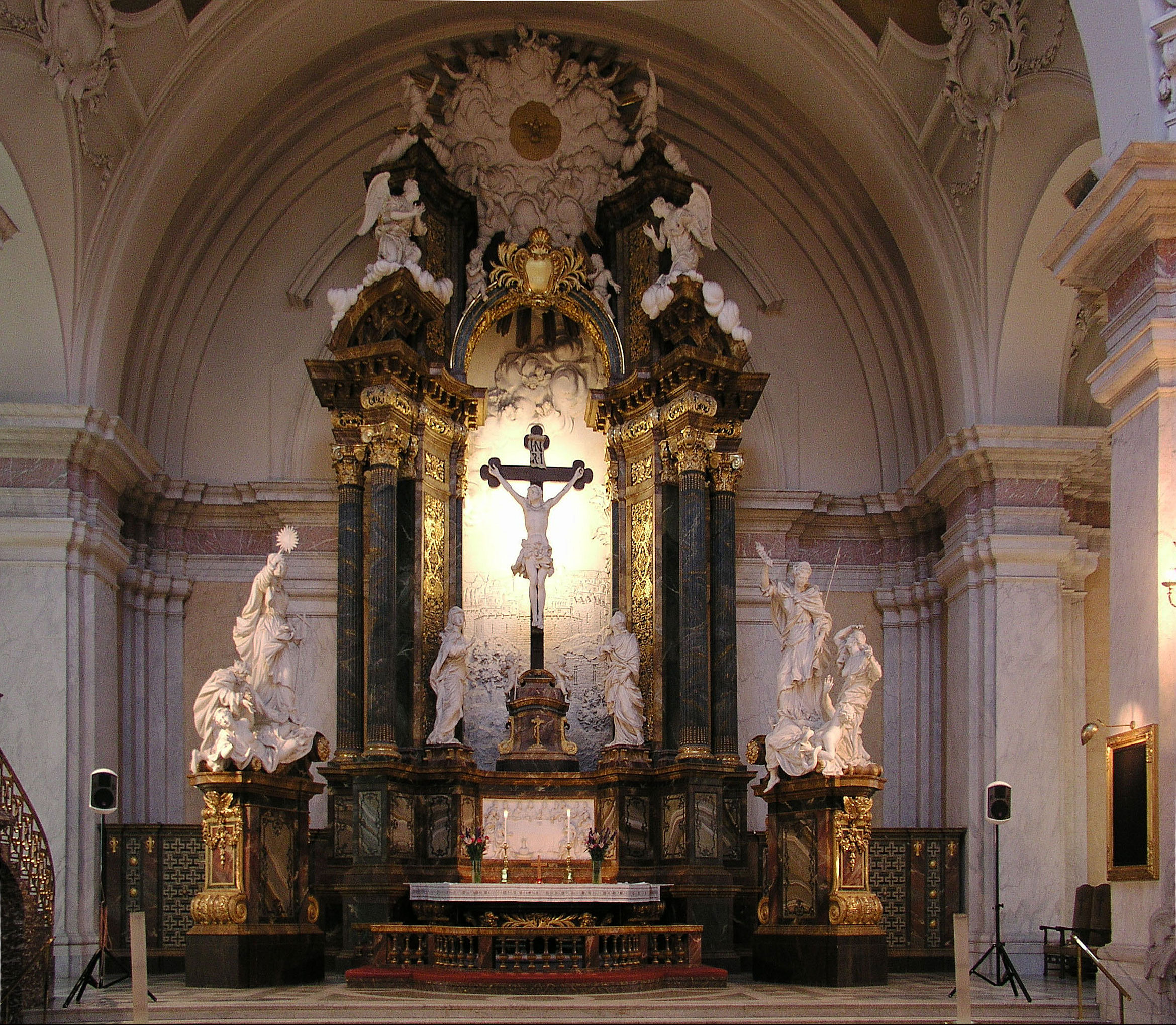
El antiguo retablo de la catedral de Upsala, de Burchard Precht, hoy en la iglesia de Gustavo Vasa en Estocolmo.

Burchard Precht (Bremen, 24 de octubre de 1651 – Estocolmo, 26 de febrero de 1738) fue un escultor y ebanista alemán, hijo de un escultor activo en Hamburgo, que desarrolló casi toda su carrera profesional en Suecia. Llegado en 1672 a aquel país, trabajó para la corte con encargos en el Palacio de Drottningholm, fue escultor de corte desde 1681, y junto a Nicodemus Tessin el joven viajó a Francia e Italia para ampliar sus conocimientos, con vistas al proyecto de reforma del Castillo de Kronor. Es conocido por sus contribuciones a la Catedral de Estocolmo y la Catedral de Upsala; destaca su enorme retablo para esta última en 1728 (hoy tras diversas vicisitudes en la Iglesia de Gustavo Vasa de Estocolmo). Precht proyectó y realizó diverso mobiliario para iglesias, epitafios, marcos para espejos y pinturas... Su hijo Christian Precht (1706 - 1779) fue orfebre y diseñador de porcelana, figura principal en la introducción del rococó en Suecia.